# Leon Neil Cooper
Pour les articles homonymes, voir Cooper.
Leon Neil Cooper, né le 28 février 1930 à New York et mort le 23 octobre 2024 à Providence, est un physicien américain. John Bardeen, John Robert Schrieffer et lui sont colauréats du prix Nobel de physique de 1972 pour leurs travaux sur la supraconductivité. Il a donné son nom aux paires de Cooper.

## Biographie
Cooper a fait ses études à New York où il est né, tout d'abord à la Bronx High School of Science puis à l'université Columbia, où il a obtenu son master's degree, puis son doctorat. Il enseigne alors ensuite à l'Institute for Advanced Study, à l'université de l'Illinois à Urbana-Champaign, puis à l'université de l'Ohio. Il rejoint, en 1958, l'université Brown, où il enseigne encore en 2010.
Cooper, John Bardeen et John Robert Schrieffer ont reçu conjointement le prix Nobel de physique de 1972 « pour leur théorie commune de la supraconductivité, habituellement appelée théorie BCS ».
Son cursus éducatif dans la ville de New York est proche de celui de son compatriote Melvin Schwartz, lauréat du prix Nobel de physique de 1988.
Son nom a aussi servi d'inspiration au personnage de Sheldon Cooper de la série The Big Bang Theory.